# Joyce Ackroyd
Joyce Irene Ackroyd (Newcastle, 23 novembre 1918 – Auchenflower, 30 agosto 1991) è stata una traduttrice e scrittrice australiana, studiosa di lingua e letteratura giapponese.

## Biografia
Nacque il 23 novembre 1918 a Newcastle, in Australia, da Alfred Walter Goldsmith Ackroyd e Constance Lloyd. Appassionata di cultura giapponese fin dall'infanzia, nel 1936 tentò di utilizzare una borsa di studio per insegnanti per studiare il giapponese all'Università di Sydney, ma non le fu permesso poiché c'era poca richiesta di insegnamento della lingua nelle scuole secondarie. Proseguì i suoi studi laureandosi in storia e inglese e poi si specializzò in matematica.
Dopo essersi laureata, insegnò matematica in una scuola maschile di Sydney, studiando nel frattempo giapponese all'Università di Sydney. Nel 1944 iniziò a insegnare giapponese nella scuola di lingue della Royal Australian Air Force a Sydney e poi all'Università di Sydney, fino al 1947. Nel 1951 ottenne un dottorato di ricerca in studi giapponesi all'Università di Cambridge, con tesi che riguardava la carriera politica e le opere di Arai Hakuseki.
Nel 1952 fu la prima studentessa a vincere la borsa di studio Saionji Memorial e si trasferì a Tokyo, dove studiò all'Università Keio e all'Università imperiale.
Nel 1953 divenne ricercatrice presso l'Università Nazionale Australiana di Canberra, dove rimase fino alla metà degli anni sessanta. Nel 1965 si trasferì all'Università di Brisbane, dove fu nominata professoressa fondatrice del dipartimento di lingua e letteratura giapponese, che successivamente divenne uno dei più grandi di tutta l'Australia.
Nel 1967 convinse il governo del Queensland a istituire lezioni sperimentali di lingua giapponese in sei scuole superiori e scrisse diversi libri scolastici. 
Nel corso della sua carriera venne insignita di diversi riconoscimenti. Venne nominata Ufficiale dell'Ordine dell'Impero Britannico nel 1982, ricevette il premio internazionale Yamagata Bantō assegnatole dal governo della Prefettura di Osaka e fu nominata dama di III classe dell'Ordine della Corona Preziosa dal governo giapponese. Nel 1990 venne intitolato a suo nome un edificio all'interno dell'Università del Queensland, fu la prima donna ad essere insignita di tale riconoscimento. Morì il 30 agosto 1991 ad Auchenflower, sobborgo della città di Brisbane.

## Riconoscimenti
- Japan Translation Culture Award per la traduzione di Oritaku Shiba no Ki di Arai Hakuseki (1980)[2]
- Premio internazionale Yamagata Bantō, assegnato dalla Prefettura di Osaka (1983)[3]